# Jan Haak
Jan Friedrich Wilhelm Haak (né à Prince Albert, province du Cap en Afrique du Sud le 20 avril 1917 et mort au Cap le 16 février 1993), est un homme politique sud-africain, membre du parti national, député de Bellville (1953-1970). Membre du gouvernement sud-africain de 1961 à 1970, il est notamment ministre des mines et ministre des affaires économiques.

## Biographie
Né dans la province du Cap le 20 avril 1917, diplômé en droit de l'université de Stellenbosch (1939), Jan Haak exerce pendant 10 ans comme avocat à Bellville et au barreau du Cap pendant 2 ans.
Membre du conseil municipal de Bellville, il est élu député en 1953.
En 1958, après la mort du premier ministre JG Strijdom, il soutient Hendrik Verwoerd pour le poste de premier ministre contre Théophilus Donges, pourtant président de la branche provinciale du Cap du parti national. En 1966, il soutient John Vorster contre Ben Schoeman.
D'abord vice-ministre du plan, des affaires économiques et des mines (1961-1964), Haak est ministre des mines (1964-1967) dans le gouvernement de Hendrik Verwoerd puis ministre des affaires économiques (1967-1970) dans le gouvernement de John Vorster.
Il encourage la recherche de pétrole en Afrique du Sud et fonde la compagnie Soekor. À la suite d'un mini-scandale politique mettant en cause sa probité, il se retire de la vie politique en mai 1970 dans sa maison de Welgemoed. Il siège alors dans plusieurs conseils d'administration de grandes entreprises publiques (Iscor, Metkor, Vecor) et écrit des livres sur l'histoire sud-africaine.
En 1978, il reprend son métier d'avocat à Pretoria et de 1987 à 1989, est membre du conseil présidentiel. En 1988, il quitte le conseil d'administration d'Eskor, sa dernière charge publique.
En 1992, les médecins diagnostiquent chez Jan Haak un cancer du pancréas. Il décède des suites de cette maladie le 16 février 1993 à l’hôpital de Faure dans la banlieue du Cap à 75 ans.

## Vie privée
Sa femme Maria, qu'il épouse en 1944, lui donne 3 enfants. Elle décède en 1987 des suites d'un cancer.
Il épouse ensuite Ileana Fox en secondes noces.

## Hommage
Une voie est baptisée à son nom en Namibie en 1980 en direction de Noordoewer (Jan Haak river road).

## Sources
- Sechaba, article du 1er janvier 1970
- (af) Jan Haak meurt d'un cancer du pancréas, Beeld, 17 février 1993